# Helminthiase
 Mise en garde médicale
Une helminthiase est un terme désignant les maladies parasitaires, causées par des vers parasites intestinaux, les helminthes. Ces vers constituent un important problème de santé publique dans les pays en voie de développement puisque plus de deux milliards de personnes en sont infectées. 
L’helminthiase transmise par contact avec le sol et la schistosomiase sont les formes les plus courantes de cette maladie tropicale négligée.
La contamination peut avoir lieu par voie orale, par contact avec des insectes vecteurs, de la terre souillée et des animaux. L'eau souillée et le sol sont les principales voies de transmission de ces parasites.
De nombreuses espèces sont concernées, on distingue les plathelminthes ou vers plats et les némathelminthes ou vers ronds. Ces parasites vivent très souvent dans les voies gastro-intestinales de leur hôte ou parfois s’installent dans d’autres organes où ils causent des dommages physiologiques plus ou moins importants.
L’helminthiase peut aboutir à un accouchement difficile, à un mauvais développement intellectuel de l’enfant, à la réduction des performances à l’école ou au travail, à une mauvaise insertion socio-économique et dans certains cas à la pauvreté,. Les maladies chroniques, la malnutrition et l’anémie sont des exemples des effets secondaires liés à cette maladie.
Les helminthes et helminthiases sont à l'origine de l'hyperéosinophilie sanguine.

## Oxyurose

Cycle parasitaire de l'oxyurose

Causée par Enterobius vermicularis, un petit nématode blanc de 10 mm de long, cosmopolite et très fréquent chez les enfants. 
Le prurit anal vespéral ou nocturne est typique, ainsi que la vulvovaginite chez la petite fille.
On retrouve des vers adultes dans les selles ou à la marge anale, on peut réaliser un scotch test pour faire le diagnostic.
Le traitement repose sur les antihelminthiques intestinaux, le soin des ongles pour éviter l'auto-infestation. Tout l'entourage doit être traité simultanément.

## Ascaridiose

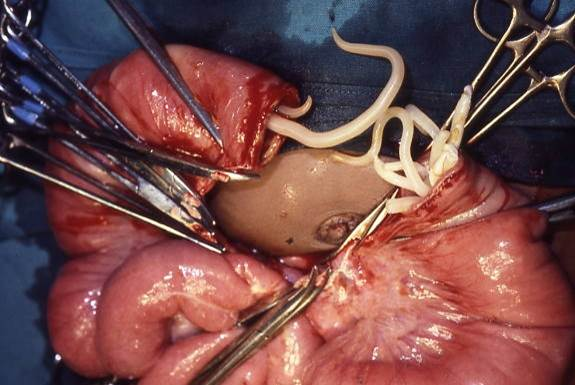
Exemple de ascariose — une procédure chirurgicale difficile en Afrique du Sud sur un intestin grêle ayant dû être coupé, des vers ascaris en sortent.

Causée par Ascaris lumbricoïdes, un grand nématode rosé de 15  à   25 cm de long. L'infection peut être asymptomatique en cas de charge parasitaire faible. On retrouve exceptionnellement un syndrome de Löffler lors de la phase de migration larvaire. À la phase d'infestation intestinale, on retrouve quelques troubles digestifs non spécifiques. Les complications sont exceptionnelles. Les vers adultes peuvent sortir spontanément par la bouche, le nez ou l'anus. Le diagnostic peut être fait à l'examen des selles qui retrouve des œufs ovales. Le traitement repose sur les antihelminthiques intestinaux et notamment l'ivermectine.

## Trichocéphalose

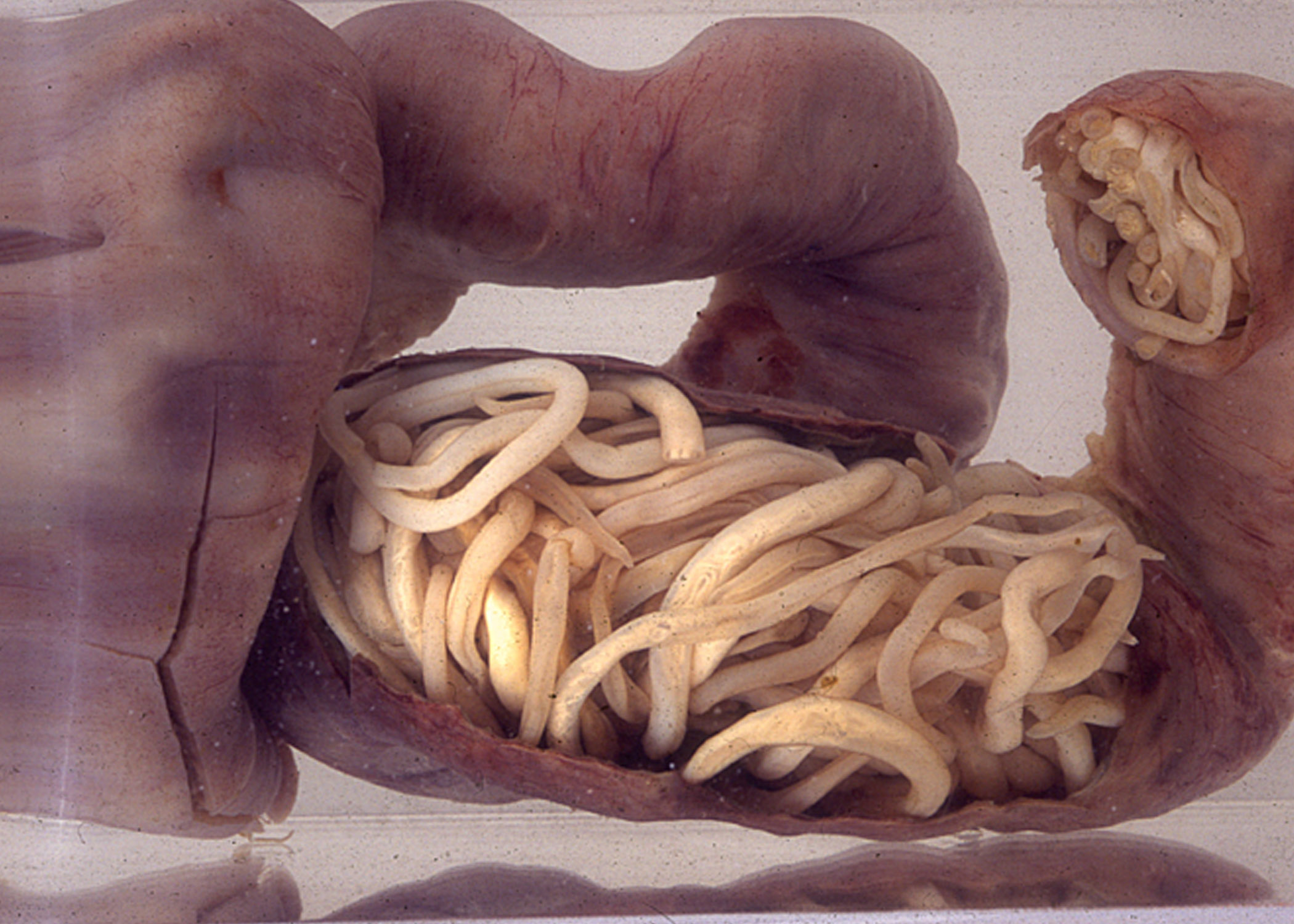
Photo d'un intestin bloqué par la présence d'un ver

Due à Trichuris trichiura, un nématode blanc de 3  à   5 cm de long. Le plus souvent asymptomatique. Le diagnostic se fait à l'examen parasitologie des selles où on retrouve des œufs. Le traitement repose sur les antihelminthiques intestinaux, moyennement efficaces.

## Ankylostomose
Les agents responsables sont Ankylostoma duodenale et Necator americanus, des petits nématodes de 10 mm de long. La majorité des infections sont pauciparasitaire et asymptomatiques. Les ankylostomes sont hématophages et peuvent provoquer une hémorragie occulte qui n'est plus compensée à partir de 500 à 1 000 vers. À la phase de migration larvaire on retrouve rarement une toux, un syndrome de Löffler ou un prurit. À la phase d'infestation intestinale, des douleurs abdominales, des nausées et des diarrhées.
Le diagnostic se fait à l'examen parasitologique des selles, qui retrouve des œufs dont la numération permet d'évaluer l'intensité de l'infection.
Le traitement nécessite des posologies élevées d'antihelminthiques azolés.

## Anguillulose (ou strongyloïdose)
Causée par Strongyloides stercoralis, un petit nématode de 3 mm de long.

## Tæniasis
Causée par Taenia saginata et Taenia solium, des cestodes ou vers plats, segmentés et hermaphrodites.

## Thélaziose
Affection oculaire chez l'humain, le chien, le chat causée par Thelazia callipaeda, chez le cheval par Thelazia lacrymalis et chez le bétail par T. gulosa (Asie, Europe, Amérique du Nord), T. rhodesii (Afrique, Asie, Europe) et T. skrjabini (Europe, Amérique du Nord).

## Autres cestodoses
- L'hyménolèpiase, due à Hymenolepis nana, un petit cestode cosmopolite de 15 mm de long.
- La bothriocéphalose, due à Diphyllobothrium latum, un grand cestode de 4 à 9 mètres de long.

### Sources
- E. Pilly, Maladies infectieuses et tropicales, Montmorency, 2001, 18e éd., 654 p., broché (ISBN 2-909710-14-9)